# إليشا جونسون
إليشا جونسون (بالإنجليزية: Elisha Johnson)‏ هو شخصية أعمال ومهندس وسياسي أمريكي، ولد في 1785 بمقاطعة تشاتاقوا في الولايات المتحدة، وتوفي في 1866 بإثاكا في الولايات المتحدة.